# Nuclease

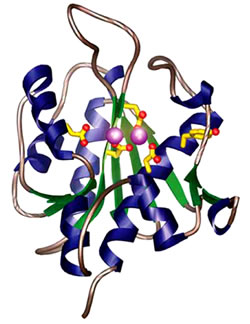
WRN-exonuclease (Werner syndroom-exonuclease) waarbij de actieve plaatsen in geel zijn weergegeven.

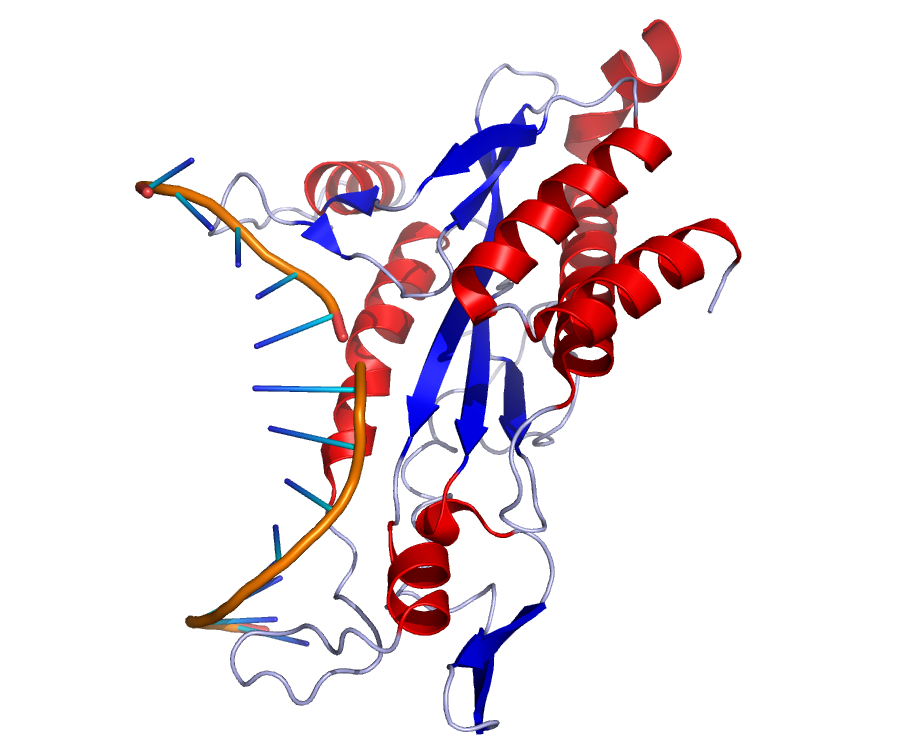
EcoRI restrictie-endonuclease

Nucleasen zijn een groep van enzymen, die nucleïnezuren gedeeltelijk of helemaal afbreken. De nucleasen katalyseren de hydrolyse van de chemische binding fosfodi-esterbinding zonder uiteindelijk deel te nemen aan de reactie. Daarom behoren de nucleasen tot de groep katalysatoren.

## Indelingscriteria
Nucleasen worden ingedeeld naar:
- het nucleïnezuur dat wordt afgebroken:
  - RNA door de ribonucleasen;
  - DNA door de desoxyribonucleasen;
  - zowel RNA als DNA.
- secundaire structuur van het substraat: 
  - enkelstrengs;
  - dubbelstrengs;
  - zowel enkel- als dubbelstrengs.
- wijze van afbraak: 
  - afbraak vanaf het eind (exonucleasen);
  - afbraak van de tussenstukken (endonucleasen);
  - zowel externe afbraak als die van tussenstukken.
- aangrijpingsplaats in de ribose-fosfaat-structuur: 
  - tussen fosfaat en 5'-plaats van het (desoxy-)ribose;
  - tussen fosfaat en 3'-plaats van het (desoxy-)ribose.
- afhankelijk van een bepaalde basenvolgorde: 
  - sequentiespecifiek;
  - niet-sequentiespecifiek.
- herkomst: 
  - natuurlijk voorkomende nucleasen;
  - recombinante nucleasen (gentechnisch gemaakt).

Het vaakst worden nucleasen naar hun herkomst benoemd. Daarbij worden de natuurlijk voorkomende nucleasen vaak naar het organisme genoemd waarvan ze afkomstig zijn en genummerd. Zo is EcoRI de I. Restrictie-endonuclease uit de bacteriestam „Escherichia coli R“.

## Numeriek Classificatiesysteem
Nucleasen zijn volgens het enzymclassificatiesysteem van het "Nomenclature Committee of the International Union of Biochemistry and Molecular Biology" (NC-IUBMB) ingedeeld onder de hydrolasen (EC-nummer 3). De nucleasen behoren samen met de fosfodi-esterases, lipases en fosfatases tot de esterases (EC-nummer 3.1), een ondergroep van de hydrolasen. Ze breken esters af. De esterasen waartoe de nucleasen behoren en die nucleïnezuren afbreken, worden ingedeeld in de groepen EC-nummer 3.1.11 - EC-nummer 3.1.31.